# Бегущий булинь
Бегущий булинь (от англ. Running Bowline Knot) — морской узел. Относится к удавкам и представляет собой петлевой беседочный узел, в которую пропущен коренной конец. Применяли в морском деле.

## Способ завязывания
Существуют несколько способов завязывания:
- завязать булинь; продеть коренной конец верёвки в петлю;
- при завязывании булиня коренной конец включить в петлю.

Особенности
- Легко скользит и легко развязывается.

Применение
- Аналогично любым другим затягивающимся узлам.

## Булини
- Беседочный узел
- Голландский булинь
- Полуторный булинь
- Водный булинь
- Двойной булинь
- Бегущий булинь
- Два встречных беседочных узла[фр.]
- Двойной беседочный узел
- Тройной булинь[англ.]
- Встречный булинь
- Двойной беседочный узел
- Португальский булинь
- Испанский булинь
- Казачий узел
- Калмыцкий узел
- Эскимосский булинь
- Односторонняя восьмёрка